# Andrena porterae
Andrena porterae är en biart som beskrevs av Cockerell 1900. Andrena porterae ingår i släktet sandbin, och familjen grävbin. Inga underarter finns listade i Catalogue of Life.